# Галищени
Галищени (на гръцки: Ομορφοκκλησιώτες, Оморфоклисиотес) са жителите на село Галища (Оморфоклисия), Гърция. Това е списък на най-известните от тях.

## Родени в Галища
А — Б — В — Г — Д –
Е — Ж — З — И — Й —
К — Л — М — Н — О —
П — Р — С — Т — У —
Ф — Х — Ц — Ч — Ш —
Щ — Ю — Я

### А
- Андон Ляков, деец на Охрана в периода 1942 – 1943 година, измъчван от проправителствената чета на капитан Андреас по време на Гражданската война[1]
- Атанас Кировски, деец на Охрана в периода 1942 – 1943 година[1]
- Атанас Ляковски, деец на Охрана в периода 1942 – 1943 година, изселил се в България след войната[1]
- Атанас Папазисов, деец на Охрана в периода 1942 – 1943 година, измъчван от проправителствената чета на капитан Андреас по време на Гражданската война, емигрирал в Югославия[1]

### В
- Вангелия Десподова (р. 1941), северномакедонска филолжка
- Ване Айновски, деец на Охрана[1]
- Васил Иванов (1882 – ?), македоно-одрински опълченец, Първа рота на Шеста охридска дружина, ранен в Междусъюзническата война на 18 юни 1913 година, носител на орден „За храброст“ IV степен[2]
- Васил Терзиев, член на ВМОРО, участник в Илинденското въстание, след въстанието емигрира в Гърция, по-късно емигрира в САЩ, установява се в Сент Луис, Мисури, където открива собствена сладкарница[3][4]

### Д
- Дамян Сидов, български просветен деец и революционер
- Динка Мишока (Мисоска), деец на Охрана в периода 1942 – 1943 година, преселил се в България по всяка вероятност в периода 1944 – 1945 година[1]

### И
- Иван Христов (1889 – ?), македоно-одрински опълченец, Първа рота на Шеста охридска дружина[5]
- Илия Атанасов (1887 – ?), македоно-одрински опълченец, живеещ в Костур, Първа и Нестроева рота на Шеста охридска дружина[6]

### К
- Колю Галушниски (1887 – ?), македоно-одрински опълченец, четата на Васил Чекаларов, подпоручик Иван Попов и Христо Силянов[7]

### Л
- Леонид Костов (1892 – ?), македоно-одрински опълченец, четата на Васил Чакаларов[8]

### М
- Мельо Янушев, гръцки андартски деец

### П
- Пандо Папазисов, деец на Охрана в периода 1942 – 1943 година, изселил се в България след войната
- Пандо Термовски (1907 – 1946), гръцки политик, деец на ЕЛАС
- Паскал Папазисовски, деец на Охрана в периода 1942 – 1943 година, изселил се в България след войната
- Паскал Терзиев, деец на Охрана в периода 1942 – 1943 година[1]

### С
- Сидер Стерьов, български просветен деец, учител в Жужелци[9]
- Ставре Сиромахов, кираджия, деец на ВМОРО, помощник на председателя на Галищкия революционен комитет Георги Христов, доставял оръжие заедно със С. Щерев[10]
- Стерьо Лаков (1856 – 1952), деец на ВМОРО

### Т
- Търпе Папазисовски, деец на Охрана в периода 1942 – 1943 година[1]

### Щ
- Щерьо Пасков (1891 – ?), македоно-одрински опълченец, Първа рота на Шеста охридска дружина[11]

### Х
- Христо (Ицо) Костов, деец на Охрана в периода 1942 – 1943 година, изселил се в България след войната[1]
- Христо Кочов, деец на Охрана в периода 1942 – 1943 година, изселил се в България след войната[1]

### Ц
- Целе Теофейчинов, един от първите екзархисти в селото и деец на ВМОРО

## Други
- Фотий Триадицки (р. 1956), български духовник, по произход от Галища